# Móricz Zsigmond Városi Könyvtár (Tata)
A tatai Móricz Zsigmond Városi Könyvtár kulturális értékeket közvetítő nyilvános közkönyvtár. A könyvtár ellátó és módszertani központja a városkörnyék és a kistérség községi könyvtárainak is.

## Története

### Kezdetek
Az első említésre méltó az 1743-ban Tóvároson letelepedett kapucinusok könyvtára, mely Balogh Ferenc - Esterházy teljhatalmú kormányzója - nevéhez fűződik. Még ma is „Balogh-könyvtárnak” nevezik. A piarista gimnázium könyvtárát 1765-ben Tapolcsányi Gergely rendfőnök szervezte meg. Később több könyvtár is volt a városban, de az Esterházy család könyvtára volt a legjelentősebb.
Az évszázadok alatt sokat változott a településen a „könyvtárügy”. Létrejöttek a különböző olvasókörök, vagy a különböző ipartestületek könyvtárai, ahol a tájékozódás, az olvasás feltételei adottak voltak. A háború azonban sok kárt okozott e téren is. 1945 márciusára a várban lévő Esterházy-könyvtár és -levéltár anyaga (ahogy a gimnáziumé, csak kisebb mértékben) szétszóródott. Az iskolák iratanyagának megmentése érdekében az újságok felhívást tettek közzé. A különböző egyleti anyagok szinte nyom nélkül tűntek el.
1949-ben megindult a hálózati rendszer kialakítása, a körzeti könyvtárak létrehozása Veszprémmel az élen, ebbe az első tíz könyvtárat számláló csoportba Tata is beletartozott. Székhelye a Kossuth tér 17. szám alatt volt egy korábban romos, de központi fekvésű épületben 3000 kötettel. Az előkészületek Vörös Dezső nevéhez fűződnek.
A Tatai Körzeti Könyvtár egy helyreállított épületben 1949. szeptember 18-án nyílt meg Horváth Géza vezetésével, aki később hosszú évtizedekig a megyei könyvtárat igazgatta. A körzeti könyvtár és a hajdani megyei könyvtár története szorosan kapcsolódik egymáshoz. A könyvtárügy fejlesztéséről hozott 2042/13/1952. sz. MT határozatban megfogalmazott szervezeti, anyagi és személyi feltételek, valamint az ország új közigazgatási rendszere alapján létrejöttek a megyei, járási és városi könyvtárak, illetve a könyvtári hálózatok. A megyei könyvtár Tatabányán 1952. augusztus 17-én a Tatai Körzeti Könyvtár és a Tatabányai Városi Könyvtár egyesítéséből jött létre.
Az országos közigazgatási változásokhoz igazodva a járási feladatokat 1958-ig maga a megyei könyvtár töltötte be. Csak amikor megyeszékhely lévén a járási teendőket már nem tudta jól ellátni, és minden járási tanácsnak rendelkeznie kellett megfelelő könyvtári irányító szervvel, vezetett 1959. január 1-jétől a tatai könyvtár járási rangjához.
Idővel a Kossuth téri épület kicsinek, elavultnak, szűkösnek bizonyult a megnövekedett állomány és funkció ellátáshoz.

### 1960-as évektől
A tatai könyvtár 1961 decemberében vette fel Móricz Zsigmond nevét.
Az 1960-as évek második felében már körvonalazódott, hogy a városban egy megyei funkciókat is ellátó művelődési házat hoznak létre, építenek fel, amelyben az akkori könyvtárat is elképzelték. Az építkezés is hamarosan megkezdődött.
1969. április 4-én nyílt meg az ünnepélyes keretek közt átadott Komárom Megyei Művelődési Központ épületében. A gyarapodó könyvállomány és a helyben olvasási igény már az 1960-as években sürgette a bővítést. Itt közel 440 négyzetméter alapterületen egy korszerűen felszerelt felnőtt könyvtár és egy 90 négyzetméteres, 11 000 kötetes gyermekrészleg várta az olvasókat.
A művelődési központ és a könyvtár az olvasási kultúra fejlesztése, a könyv- és irodalompropaganda minden vonatkozásában megtalálta a közös hangot az új épületben.
A járás korábbi 22 települését ún. városkörnyéki községekké szervezték át. A korábbi városi és járási könyvtár „szimpla” városi könyvtár lett. A tanácsok önállósodásával a működési feltételek javultak. A könyvtári-kulturális hálózat a város egyes pontjain létesült klubkönyvtárakkal egységessé vált: a Berta-malomban, a Fenyő téri Klubkönyvtár Tata kertvárosi részén, és még számos helyen).
Tata időközben jelentős iskolavárossá fejlődött. A városi könyvtár igyekezett az önképzés, a szakmai tájékozódás, a kutatás színhelyévé, nagy választékú kölcsönzőhellyé és egyre inkább információs központtá válni. Növekedett a könyvtárközi kérések száma. A könyvtárügy ajánlásainak megfelelően hanglemezekkel, audiovizuális dokumentumokkal, mikrofilmrészleggel és az ezekre épülő új szolgáltatásokkal. Az 1970-es évek elején – Pastinszky Miklós nevével szoros összefüggésben – kezdődött a helyismereti gyűjtemény kialakítása.
Az 1970-es években a város és a városkörnyék már kiépített könyvtárhálózattal rendelkezett 17 tanácsi könyvtárral, amelyeket kiegészítettek az iskolai és szakszervezeti könyvtárak. 1982-től a tatai könyvtár a városi és az iskolai könyvtárak szakmai gondozója lett.

### Napjainkban
A Móricz Zsigmond Városi Könyvtár jelenleg is a Magyary Zoltán Művelődési Központ emeletén működik. A könyvtári szolgáltatások nyújtásán kívül számos kulturális rendezvény szervezésével és lebonyolításával járul hozzá a város kulturális életének sokszínűségéhez. Az általános könyvtári állomány mellett jelentős, folyamatosan bővülő helytörténeti állománnyal is büszkélkedhet.
A Tatai Többcélú Kistérségi Társulásban a könyvtár (az agostyáni és kertvárosi fiókkönyvtára mellett) 2012. december 31-ig nyolc községi könyvtár ellátó központja volt: Baj, Dunaalmás, Dunaszentmiklós, Naszály, Tardos, Kocs, Vértestolna, Szomód.

## Külső hivatkozások
- Móricz Zsigmond Városi Könyvtár honlapja
- A tatai Móricz Zsigmond Városi Könyvtár helytörténeti gyűjteményéről
- Móricz Zsigmond Városi Könyvtár Agostyáni Fiókkönyvtárának honlapja
- 60 éves a tatai városi könyvtár: beszélgetés ifj. Gyüszi László helytörténész könyvtárossal (Kissné Anda Klára interjúja)
- KEMLIB (a TékaTéma online utóda) honlapja